# Discos hueso

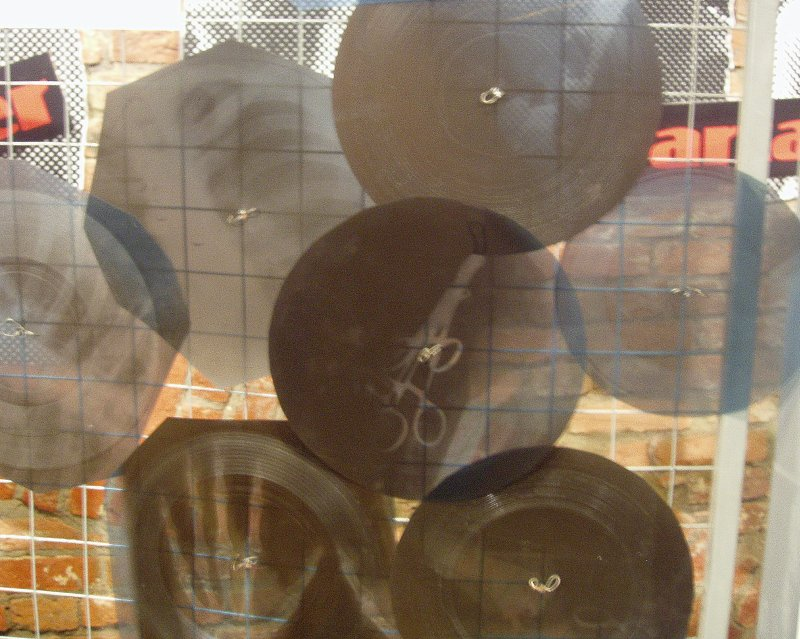
Gramófono "Rock on bones" (URSS, circa 1950). Galería Vinzavod, Moscú.

Discos hueso, costillas (en ruso: рёбра Translit. ryobra), también conocida como música en costillas (en ruso: Музыка на рёбрах), jazz en huesos (en ruso: Джаз на костях), huesos o música ósea (roentgenizdat) son grabaciones de gramófono improvisadas hechas de radiografías. En su mayoría fueron hechas entre las décadas de 1950 y 1960. Los discos hueso fueron un método del mercado negro para contrabandear y distribuir música prohibida extranjera y de emigrados prohibidos en la Unión Soviética, como Pjotr Leschenko o Alexander Vertinsky, o de artistas occidentales como Elvis, los Beatles, los Rolling Stones, los Beach Boys, Ella Fitzgerald y Chubby Checker.

## Producción

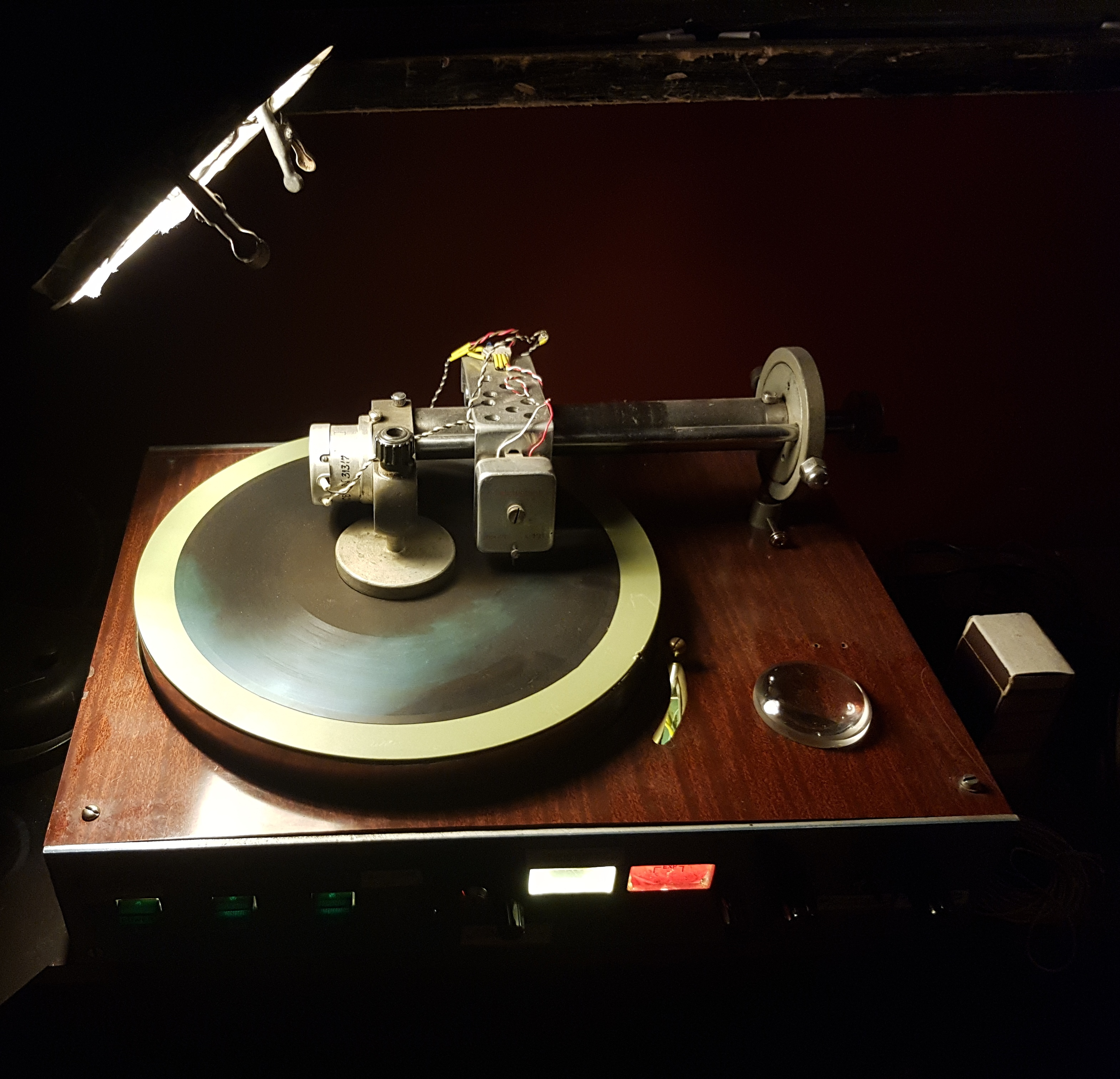
Grabadora de Discos en Placas de Rayos X

Se usaron radiografías médicas reales, compradas o recogidas de la basura de hospitales y clínicas, para crear las grabaciones. Las radiografías se cortaban en discos de 7 pulgadas y el orificio central se hacía quemándolo con un cigarrillo. Según el musicólogo ruso Artemy Troitsky, "los surcos fueron cortados [a 78 rpm] con la ayuda de máquinas especiales (hechas, dicen, de viejos fonógrafos por hábiles manos de conspiradores)"; agregó que "la calidad era horrible, pero el precio era bajo, un rublo o un rublo y medio". Los discos solo podían usarse de cinco a diez veces.

## Legalidad
El enfoque clandestino para hacer circular música popular censurada, eventualmente llevó a una ley que se aprobó en 1958 que prohibió la producción en el hogar de grabaciones de "una tendencia criminal de gamberros". Esta tendencia se refiere al stilyagi (de la palabra stil 'que significa estilo en ruso), una subcultura dentro de la juventud soviética que era conocida por adoptar los usos occidentales de vestimenta y danza.

## Proyecto de audio de rayos X
Después de encontrar un disco de rayos X en San Petersburgo, donde había estado actuando en 2013, el músico inglés Stephen Coates de la banda The Real Tuesday Weld lanzó The X-Ray Audio Project, una iniciativa para proporcionar un recurso de información sobre las grabaciones de discos hueso, con imágenes visuales, grabaciones de audio y entrevistas. Después de varios años de investigación y entrevistas con contrabandistas, su libro "X-Ray Audio": The Strange Story of Soviet Music on the Bone, Strange Attractor publicó la primera historia de la cultura de la música prohibida y los registros de discos hueso en noviembre de 2015.
En junio de 2015, Coates dio una charla TED sobre el tema en TEDX Cracovia. Él y el artista de sonido e investigador Aleksander Kolkowski hacen una gira, cuentan la historia de los contrabandistas soviéticos de rayos X y realizan nuevos registros de rayos X de actuaciones musicales en vivo como una demostración del proceso. La exposición itinerante que Coates creó con el fotógrafo Paul Heartfield ha sido objeto de mucha atención de los medios, incluidas piezas en The Guardian y en el programa BBC Today. La pareja lanzó un documental de larga duración Roentgenizdat con entrevistas con contrabandistas originales de la era soviética y material de archivo en septiembre de 2016.